# Philharmonic Piano Quartet

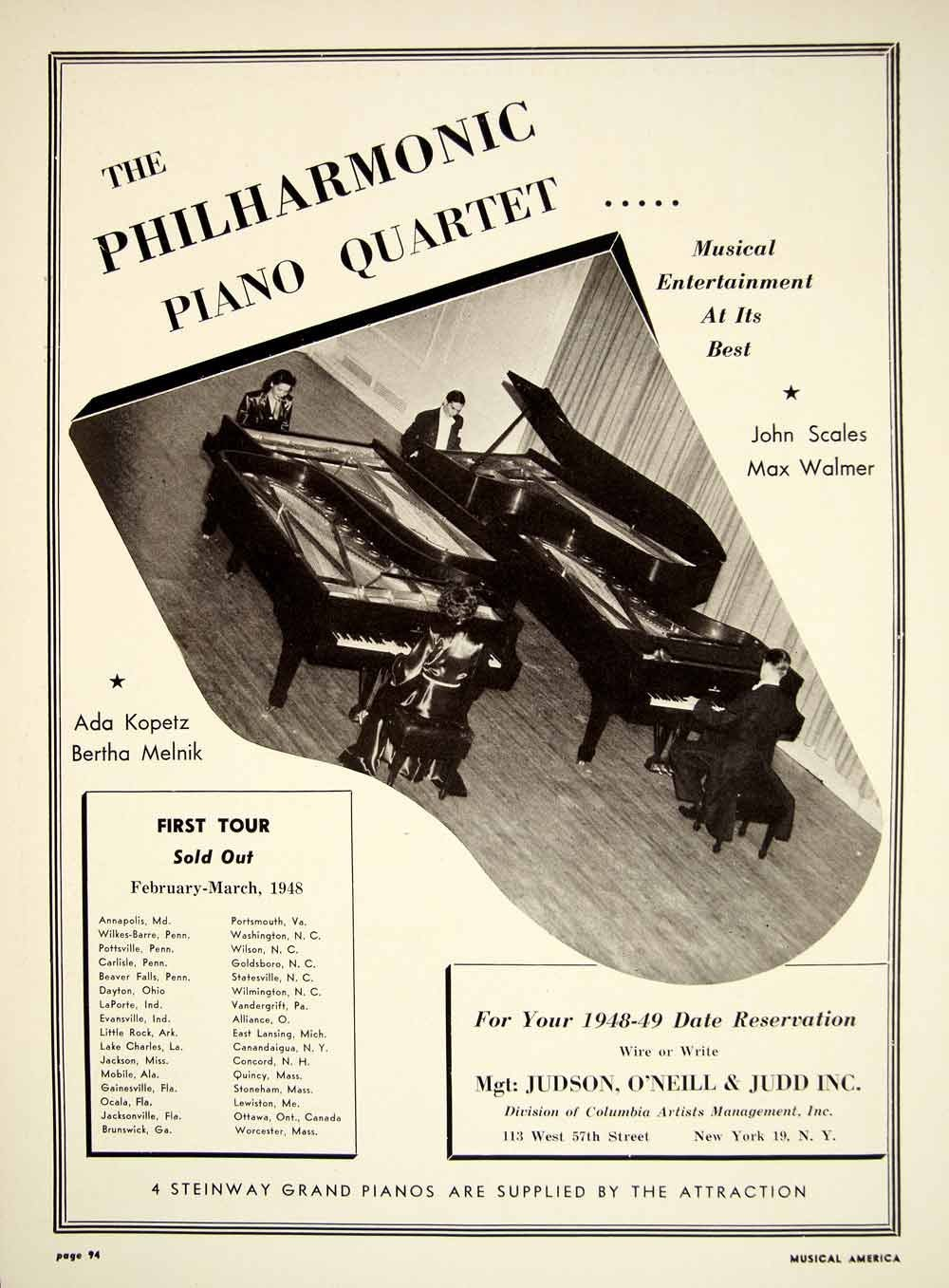
Publicité pour la tournée inaugurale du Philharmonic Piano Quartet.

Le Philharmonic Piano Quartet est un ensemble basé à New York composé de quatre pianistes, actif de 1948 jusqu'au milieu des années 1950. Malgré son nom, l'ensemble n'avait aucun lien avec le Orchestre philharmonique de New York. Ils ont fait des tournées aux États-Unis et réalisé deux enregistrements pour le label Columbia Masterworks (en).

## Histoire
Formé en 1948, le quatuor a effectué cette année-là la première de ses nombreuses tournées aux États-Unis sous le parrainage de Columbia Artists Management (en). Il a fait ses débuts officiels à New York lors d'un concert au Lewisohn Stadium (en) le 25 juin 1949. L'ensemble est aussi apparu dans l'émission de radio Piano Playhouse d'ABC et a réalisé deux LP pour le label Columbia Masterworks (en) en 1949 et 1950 ,,,.
Les quatre membres originaux, Ada Kopetz, Bertha Melnik, Max Walmer et John Scales, ont été formés à la Juilliard School, dont deux sous la direction d'Alexander Siloti. Au milieu des années 1950, le quatuor original a été remplacé par Gisela Richter, Moreland Kortkamp, Emmett Vokes et Herbert Rogers, tous également diplômés de Juilliard.
Bien que la musique classique prédomine dans leur répertoire, ils jouaient aussi des pièces de théâtre musical et de musique folklorique dans leurs performances et leurs enregistrements. Leur musique était arrangée pour quatre pianos par le compositeur et chef d'orchestre d'origine allemande Moritz von Bomhard.

## Membres

### Membres fondateurs
- Ada Kopetz (également connue après son mariage sous le nom d'Ada Kopetz-Korf) (1919-2020)[8] est née à New York. Elle a étudié avec James Friskin à Juilliard et plus tard avec Eduard Steuermann en Californie. Pendant la Seconde Guerre mondiale, elle a donné de nombreux concerts dans des hôpitaux parrainés par l'USO et, après la guerre, elle est apparue comme soliste avec l'Orchestre symphonique de New York. Au cours des années suivantes, elle s'est souvent produite en tant qu'accompagnatrice et a enseigné le piano à la Manhattan School of Music et à l'Université Columbia[9],[10].
- Bertha Melnik (1914-2013) est née à Hartford (Connecticut) et a fréquenté la Juilliard Graduate School de 1934 à 1939, où elle a étudié le piano avec Alexander Siloti. Elle étudie ensuite avec Robert Casadesus au Conservatoire américain de Fontainebleau. En 1968, elle était pianiste et chef d'orchestre assistant pour la production originale new-yorkaise de Jacques Brel Is Alive and Well and Living in Paris. Durant ses dernières années, Melnik a travaillé principalement comme accompagnatrice et coach vocal et a enseigné à la Juilliard et à la Manhattan School of Music. Elle est morte en 2013 à 99 ans[9],[11].
- Max Walmer (1916-1986) est né à Lucas (Kansas) et est diplômé en musique du Bethany College (en). En 1938, il reçut une bourse d'études supérieures en piano à la Juilliard, où il étudia auprès d'Alexander Siloti et de Rosina Lhévinne. Avant de rejoindre le quatuor, il a mené une carrière d'accompagnateur lors de récitals vocaux et a effectué une tournée aux États-Unis en tant que pianiste pour la Nine O'Clock Opera Company. Il a continué à travailler comme accompagnateur et coach vocal après avoir quitté le quatuor. Il a notamment travaillé avec Giorgio Tozzi, qu'il a préparé pour ses débuts dans le rôle de Hans Sachs dans Les Maîtres chanteurs de Nuremberg. Walmer a également été le directeur de chœur de la première de Luther à Broadway en 1963, pour lequel il a composé un De Profundis[12] [9],[13],[14].
- John Grover Scales (1923-1953), le plus jeune membre du quatuor, est né à Grove (Oklahoma), fils d'un pasteur baptiste. Après avoir obtenu son diplôme de musique à l'université baptiste d'Oklahoma, il a étudié à la Juilliard et à l'université Columbia, où il a obtenu sa maîtrise peu avant de rejoindre le quatuor. Scales est mort en 1953. La bourse commémorative John Grover Scales de l'Université baptiste de l'Oklahoma a été créée en son honneur[15],[16].

### Membres ultérieurs
- Gisela Richter est née à Berlin en 1929 et a commencé ses études musicales à Bâle, en Suisse. Elle a étudié pour son diplôme de premier cycle à l'Université DePaul et a ensuite reçu une bourse à Juilliard, où elle a étudié le piano auprès de Sascha Gorodnitzki. Elle a obtenu son diplôme d'études supérieures à Juilliard en 1952 et, en septembre de la même année, a épousé Emmett Vokes, membre du quatuor. Au moment de leur mariage, son père, le germaniste Werner Richter (de), était recteur de l'Université de Bonn[17],[18].
- Moreland Kortkamp (1916-2006) est née à Alton, dans l'Illinois, et a grandi en Californie, où elle a commencé ses études musicales. Elle a remporté une bourse de six ans à Juilliard, où elle a étudié auprès de Josef et Rosina Lhévinne. Après avoir obtenu son diplôme en 1944, elle a fait une tournée en Italie et en Afrique du Nord en tant que membre du premier groupe de concerts de l'USO envoyé à l'étranger. Elle épousa plus tard le chef d'orchestre A. Clyde Roller (en) et enseigna le piano à l'Université de Houston[18],[19].
- Emmett Vokes (1928-2019), né Robert Emmett Vokes à Plainfield (New Jersey), a étudié enfant auprès d'Anton Rovinsky. À 18 ans, il s’est produit comme soliste dans de nombreux concerts locaux. À Juilliard, il a étudié auprès de Beveridge Webster (en) et Sascha Gorodnitzki. Vokes est diplômé de Juilliard en 1952, remportant le prix Frank Damrosch pour ses réalisations scolaires et musicales. Il a fait ses débuts en solo à New York par un récital à Carnegie Hall le 11 janvier 1958 et a donné un deuxième récital au Town Hall en 1961. Au cours de sa carrière, il a été membre du corps professoral du Peabody College (en) à Nashville, de l'Université du Texas à Austin[20],[21],[22] et de l'Université St. Mary (en) à San Antonio[23].
- Herbert Rogers (1929-1983) est né à Wichita Falls, au Texas. Peu avant son arrivée à Juilliard, il s'est produit comme soliste avec les orchestres symphoniques de Houston et de Dallas. Élève d'Olga Samaroff, Rosalyn Tureck et Sascha Gorodnitzki, il a terminé ses études supérieures à Juilliard en 1956. Dans les années 1960 et 1970, il a réalisé des enregistrements en solo pour les labels Whitehall, CRI (en) et Dorian. Rogers a enseigné à l'Université de Californie à Santa Cruz, puis au Hunter College de New York de 1968 jusqu'à sa mort en 1983[24],[25].

## Enregistrements
- Music for Four Pianos  (Lecuona: Andalucia; Traditional: Cradle Song; Prokofiev: Procession from Peter and the Wolf; Strauss: Waltzes from Die Fledermaus; Morganstern: Toccata Guatemala). Philharmonic Piano Quartet; arrangements by Moritz von Bomhard. LP, 1949. Label: Columbia Masterworks[26],[4]
- Popular Classics for Four Pianos (Waldteufel: Estudiantina; Liszt: Consolation no. 3 in D-flat major; Tchaikovsky: Dance of the Sugar-Plum Fairy, Dance of the Reed Pipes, Waltz of the Flowers; Strauss: Perpetuum Mobile; Offenbach: Offenbachiana). Philharmonic Piano Quartet; arrangements by Moritz von Bomhard. LP, 1950. Label: Columbia Masterworks[27],[5]

## Lectures complémentaires
- (en) Rogers, Herbert (1952). "Saga of Four Men and Truck". Music Clubs Magazine, Vol. 32, pp. 7–9